# Rainer Hänsel
Rainer Hänsel (* 4. Mai 1954; † 3. Oktober 2017 in Wethen) war ein deutscher Produzent, Konzert- und Tourneeveranstalter.

## Leben und Karriere
Hänsel wuchs in Nürnberg auf und studierte nach dem Abitur an der Pädagogischen Fakultät (PH) der Friedrich-Alexander-Universität Erlangen-Nürnberg Deutsch, Sozialkunde und Geschichte mit dem Ziel Lehramt.
Um sein Studium zu finanzieren, plakatierte er zunächst nachts für die örtliche Konzertdirektion Hörtnagel und arbeitete sich in deren Belegschaft im Veranstaltungsbereich hoch. Hänsel wuchs schnell mit seinen Aufgaben und begann selbst Konzerte zu veranstalten. Hierdurch lernte er Fritz Rau kennen, in dessen Fußstapfen er als regionaler Veranstalter trat und der für ihn zu einem Ziehvater wurde, als er im mittelfränkischen Schwanstetten sein eigenes Konzertbüro eröffnete. Ab 1975 veranstaltete Hänsel regelmäßig Konzerte in der Hemmerleinhalle. Ohne kaufmännische Ausbildung organisierte Hänsel in den Sommermonaten auf dem Nürnberger Zeppelinfeld erfolgreiche Open-Air-Konzerte, beispielsweise mit Chicago, Thin Lizzy und Udo Lindenberg, Bob Dylan und The Who sowie 1977 mit Santana.
In den frühen 1980er Jahren zeichnete Hänsel außerdem für den Nürnberger Ableger der Monsters of Rock Festivals verantwortlich, den Vorläufer der heutigen, ortsgleichen Veranstaltungsreihe Rock im Park.
Mitte der 1980er Jahre wandte sich Hänsel zusehends vom Festivalbetrieb ab und verstärkt seiner Tätigkeit als Produzent und Promoter im Sektor Heavy Rock zu. 1988 kam das Aus für die Hemmerleinhalle. Fortan produzierte Hänsel mehr als 160 Alben, beispielsweise mit Saxon, Talon, Trapeze und Molly Hatchet.
1993 konnte er kurzzeitig Motörhead für sein Plattenlabel CBH Records gewinnen, dem allerdings nur mäßige Erfolge beschieden waren. 2012 gründete er mit Manfred Schütz das Label Hänsel & Gretel.
Als persönliches Faible war Hänsel jahrzehntelang als Tourneebegleiter mit Manowar weltweit unterwegs.

## Privates
Hänsel litt seit 1987 an Diabetes. Er war mehrfach verheiratet und hat eine Tochter. Er lebte zuletzt eher zurückgezogen in Wethen an der hessisch-westfälischen Grenze, wo er Anfang Oktober 2017 im Alter von 63 Jahren starb.